# Punciatura
La punciatura è una tecnica che si applica in campo tessile artigianale e industriale, nello specifico nel ricamo.
Si può definire un processo di trasformazione di un qualsiasi disegno in veri e propri punti da ricamo che poi vengono trascritti in un file, inviato alla macchina da ricamo per mezzo di una chiavetta USB oppure via cavo, istruirà la stessa nell'eseguire la realizzazione del ricamo. 
La punciatura può essere effettuata in automatico dal software stesso o in manuale, creando cioè poligoni, riempimenti e tracciati come in un programma di grafica.
Mediante i software più costosi la "punciatura" automatica può dare risultati soddisfacenti, ma la punciatura manuale resta sempre la più definita e professionale.
Il "Punciatore" con uno scanner rileva l'immagine, stabilisce il percorso, i vari tipi di punti, i colori, le dimensioni del ricamo e i vari comandi da impostare (rasafili, cambi colore, lunghezza punto, densità, velocità, ecc.). Dopodiché delinea i contorni dei vari elementi che compongono il disegno mediante una sequenza (detta blocchi) che tiene in considerazione i modi e tempi di esecuzione della macchina da ricamo, ottimizzando al meglio il percorso anche in funzione del tipo di tessuto sul quale sarà necessario eseguire il ricamo. Poiché il risultato finale sarà condizionato da molteplici fattori (tiraggi, tessuto, filo, stabilizzatori, ecc.) sarà l'abilità e l'esperienza del "punciatore" a determinarne il risultato ottimale. Tutto ciò che il "punciatore"  avrà inserito o meno nel suo "programma di ricamo" verrà poi riprodotto in serie sulle macchine da ricamo multiteste o monotesta con tutti i suoi pregi o difetti. 
La punciatura avanzata permette di ottimizzare i riempimenti, i contorni e la direzione del ricamo.